# MB5作戦
MB5作戦は、第二次世界大戦中の1940年9月終わりから10月初めに地中海で行われたイギリス軍の作戦。イタリア軍によるマルタ侵攻に備えるため、約2000人の兵員を乗せた軽巡洋艦「リヴァプール」と「グロスター」がアレクサンドリアからマルタへ向かい、その護衛のために戦艦や航空母艦を含む地中海艦隊が出撃した。
リヴァプール、グロスターと護衛に当たる戦艦「ウォースパイト」、「ヴァリアント」、空母「イラストリアス」、重巡洋艦「ヨーク」、軽巡洋艦「オライオン」、「シドニー」、駆逐艦11隻はアンドリュー・カニンガムに率いられて9月28日にアレクサンドリアから出撃した。
途中イタリア軍による空襲を受けるが特に損害はなく、9月30日にマルタに到着した。「リヴァプール」と「グロスター」はマルタへ兵員を降ろし、翌日、艦隊は帰途に付いた。そして、10月2日にアレクサンドリアに帰投した。帰路、軽巡洋艦「オライオン」と「シドニー」はドデカネス諸島のスタンパリア島を砲撃した。
イギリス艦隊の出撃に対し、イタリア軍はイニーゴ・カンピオーニが率いる艦隊（戦艦「リットリオ」、「ヴィットリオ・ヴェネト」、「コンテ・ディ・カブール」、「ジュリオ・チェザーレ」、「カイオ・ドゥイリオ」など）を出撃させた。これはイギリス軍の偵察機によって発見されたが、カニンガムは2隻の巡洋艦の護衛を重視し、イタリア艦隊攻撃には向かわなかった。イタリア側もイギリス艦隊と接触できず、海戦は発生しなかった。